# Cyrtodactylus raglai
Cyrtodactylus raglai — вид ящірок з родини геконових (Gekkonidae). Описаний у 2021 році.

## Назва
Вид названо на честь в'єтнамського народу раглай. Саме слово «раглай» перекладається як «люди лісу».

## Поширення
Ендемік В'єтнаму. Відомий лише з типової місцевості - долини річки Гіань в окрузі Кханьвінь провінції Кханьхоа на півдні країни.